# بوب هارتمان (موسيقي)
بوب هارتمان (بالإنجليزية: Bob Hartman)‏ هو موسيقي وملحن وعازف قيثارة أمريكي، ولد في 26 ديسمبر 1949.

## وصلات خارجية
- بوب هارتمان على موقع ميوزك برينز (الإنجليزية)
- بوب هارتمان على موقع أول ميوزيك (الإنجليزية)
- بوب هارتمان على موقع ديسكوغز (الإنجليزية)